# 博物館駅 (ハルビン市)
博物館駅（はくぶつかんえき、簡体字中国語:博物馆站）は、中華人民共和国黒龍江省哈爾濱市南崗区にあるハルビン地下鉄の駅。1号線と2号線が乗り入れる。

## 歴史
- 2014年9月26日 - 1号線の駅が開業。
- 2021年9月19日 - 2号線の駅が開業。

## 駅構造
地下駅。1号線が地下3階に相対式ホーム2面2線、2号線が地下2階に島式ホーム1面2線を有する。

### のりば
両路線ともに案内上ののりば番号は設定されていない。

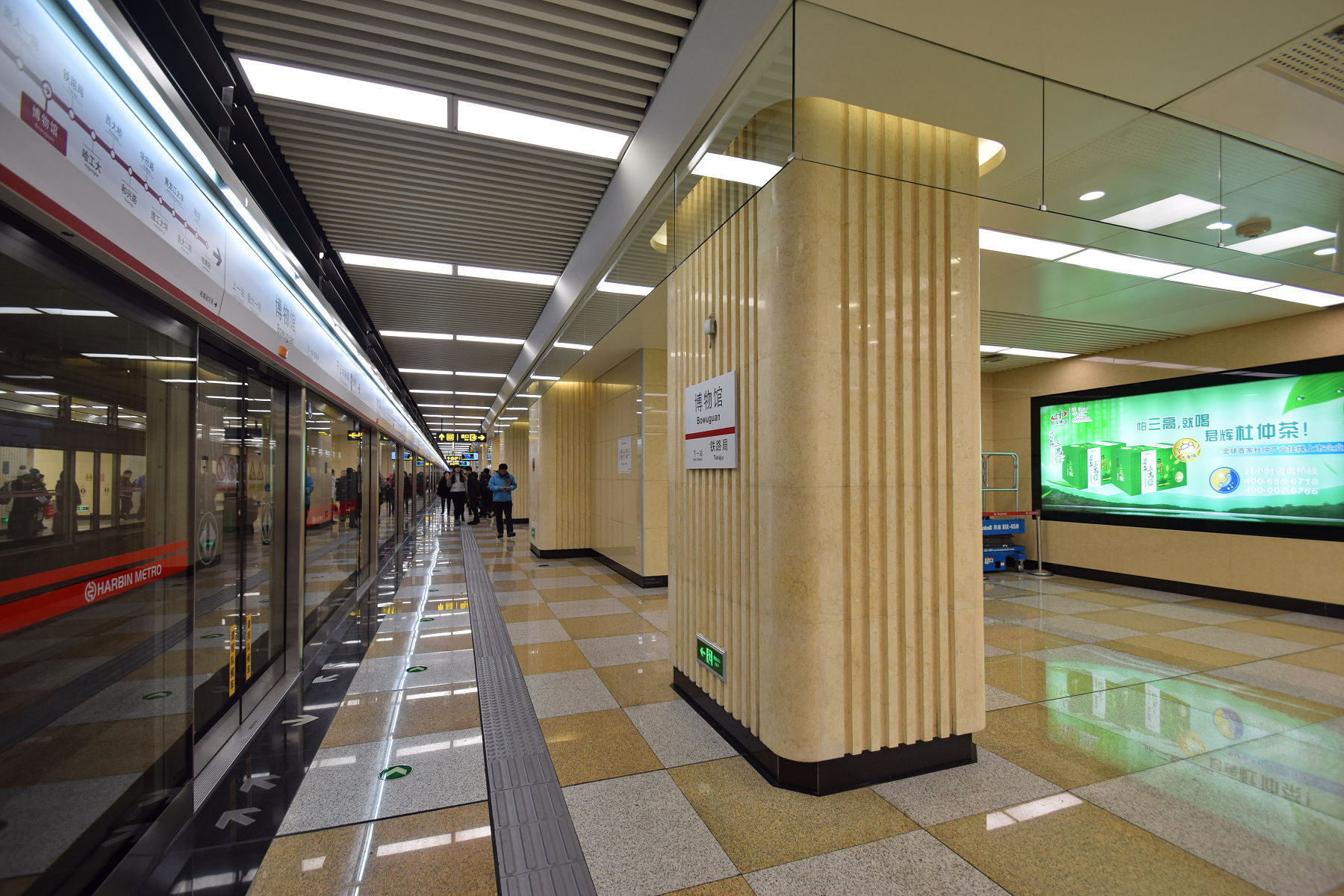
1号線ホーム
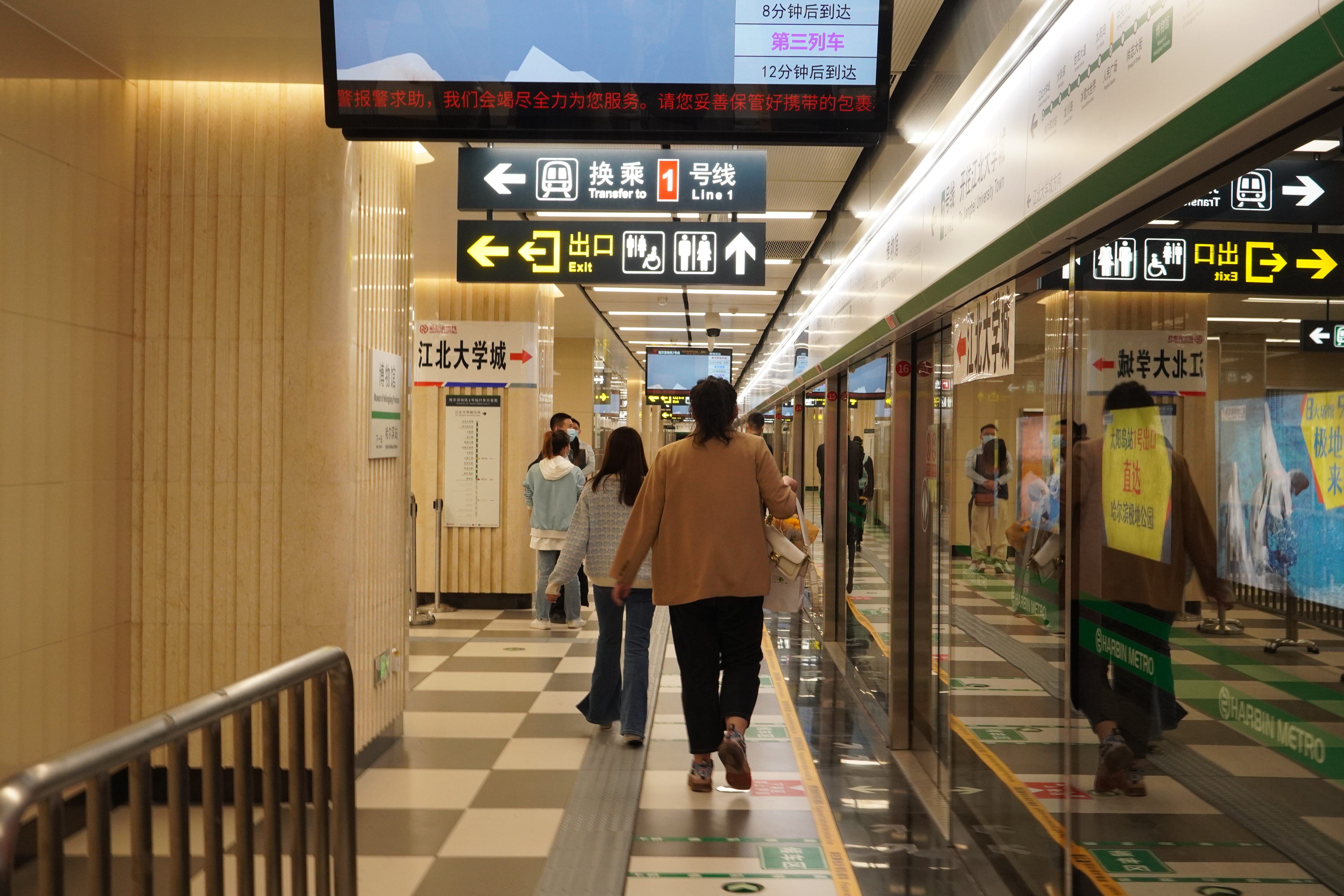
2号線ホーム

| 地下2階ホーム (2号線) | 地下2階ホーム (2号線) | 地下2階ホーム (2号線)                |
| --------------------- | --------------------- | ------------------------------------ |
| 西北方面              | 2号線                 | 哈爾濱站・氷雪大世界・江北大学城方面 |
| 東南方面              | 2号線                 | 省政府・珠江路・気象台方面           |
| 地下3階ホーム (1号線) |                       |                                      |
| 北方向                | 1号線                 | 太平橋・哈爾濱東站方面               |
| 南方向                | 1号線                 | 医大二院・哈爾濱南站・新疆大街方面   |

- 1号線ホーム
- 2号線ホーム

## 駅周辺
- 黒龍江省博物館（中国語版）
- 哈爾濱秋林百貨店
- 紅博広場
- ハルビン市少年宮
- ハルビン国際飯店
- 松雷商業大厦
- 大世界商城

## 隣の駅
ハルビン地下鉄
■1号線
医大一院駅 - 博物館駅 - 鉄路局駅
■2号線
哈爾濱站駅 - 博物館駅 - 工人文化宮駅